# Tresivio
Tresivio is een gemeente in de Italiaanse provincie Sondrio (regio Lombardije) en telt 2000 inwoners (31-12-2004). De oppervlakte bedraagt 15,0 km², de bevolkingsdichtheid is 130 inwoners per km².
De volgende frazioni maken deel uit van de gemeente: Acqua, Centro.

## Demografie
Tresivio telt ongeveer 872 huishoudens. Het aantal inwoners steeg in de periode 1991-2001 met 3,2% volgens cijfers uit de tienjaarlijkse volkstellingen van ISTAT.
| Jaar | Inwoneraantal |
| ---- | ------------- |
| 1991 | 1882          |
| 2001 | 1943          |

## Geografie
De gemeente ligt op ongeveer 520 m boven zeeniveau.
Tresivio grenst aan de volgende gemeenten: Montagna in Valtellina, Piateda, Poggiridenti, Ponte in Valtellina.